# 戈盧布-多布任縣

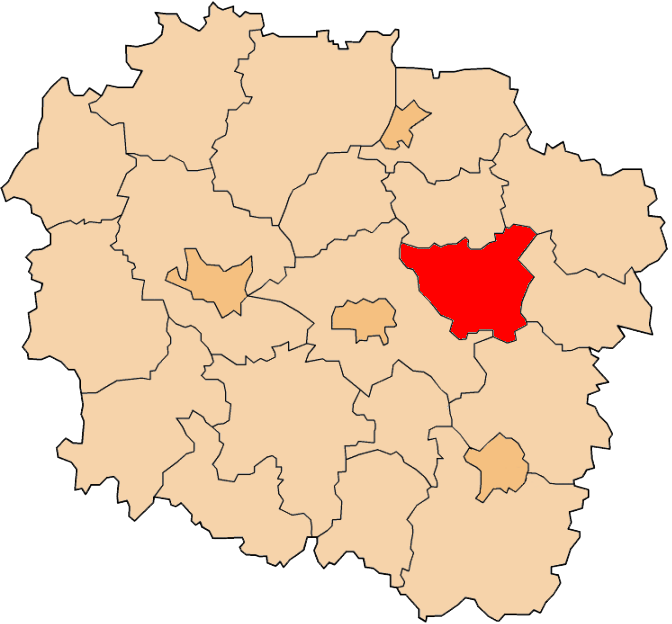

戈盧布-多布任縣（波蘭語：Powiat golubsko-dobrzyński），是波蘭的縣份，位於該國中北部，由庫亞維-波美拉尼亞省負責管轄，首府設於戈盧布-多布任，面積613平方公里，2006年人口45,060，人口密度每平方公里74人。